# ボルドーAOC
ボルドーAOC(Bordeaux AOC)は、フランス南西部、アキテーヌ地域圏ジロンド県で生産されるワインのうち、より品質基準の厳しい地区名（メドック、グラーヴなど）や、村名（ポーイヤック、ソーテルヌなど）の基準は満たさないが、ボルドーワインとしての基準は満たしているものに与えられるAOCである。
ボルドーワインの地区名・村名には、AOCに赤ワインのみ、甘口白ワインのみなど、カテゴリーが決められているところも多く、そうした地区で作られる規格外のワイン、たとえばメドック地区で造られる白ワインや、アントル・ドゥー・メール地区の赤ワイン、ソーテルヌ村の辛口白ワインなども、ボルドーAOCになる。
いわゆるカテゴリー外ワインのうち、シャトー・マルゴーが造る白ワインや、天候不良で貴腐ワインができない年にシャトー・ディケムが作る辛口白ワインのY（イグレック）など、希少品や珍品とされるワインには、かなり高価なものがあるが、全体的にはAOCワインとしてはかなり安く、千円未満から2千円くらいで買えるものが多い。
このAOCの畑は48,000haと圧倒的に多く、ブルゴーニュなどに比べると基準が緩いと言われ、80年代にはボルドーワインに値しないものにまでAOCを与えていると、批判が出たこともあったが、現在は、ボルドーを含むアキテーヌ地方の農業部で、コンクールを多く実施するなど品質の向上に努めており、飲んでがっかりする代物はほとんど無くなってきている。
なお、ボルドーには、AOCボルドーのほかに、それよりやや品質基準の厳しいボルドー・スュペリュール(Bordeaux supérieur)がある。